# Kabukisyndroom
Het kabukisyndroom is een zeldzame, vermoedelijk erfelijke aandoening die gekenmerkt wordt door een opvallende gelaatsuitdrukking en een verstandelijke beperking. De naam van het syndroom is afgeleid van kabuki, een traditionele Japanse vorm van theater, omdat de gezichtsuitdrukking van patiënten doet denken aan de make-up die de acteurs daarbij gebruiken.

## Kenmerken
- verstandelijke beperking
- spierslapte (hypotonie)
- herhaalde oorontstekingen
- luchtwegproblemen
- nier en/of hartafwijkingen
- in sommige gevallen open gehemelte
- in sommige gevallen scheel zien

### Uiterlijk
- laag ingeplante, afwijkend gevormde oren, die vaak wat naar buiten staan
- platte neus
- boogvormige wenkbrauwen
- grote ogen
- omdraaiing van het onderste ooglid
- lange oogsnede
- lange en dikke oogwimpers
- tanden staan vaak verder uit elkaar, hebben een afwijkende vorm en soms ontbreken er tanden
- foetale vingertopkussentjes
- kleine gestalte
- in sommige gevallen microcefalie
- in sommige gevallen onderlip met asymmetrische 'bultjes'
- in sommige gevallen lage haargrens
- in sommige gevallen rood gekleurde wangen

## Normale levensverwachting
De ernstigste gezondheidsproblemen komen voor in het zeer jonge leven van een kind met het kabukisyndroom. Veel daarvan zijn goed te behandelen. Er zal dan ook na een goede opsporing en behandeling van eventuele ernstige gezondheidsproblemen in de jonge jaren geen reden zijn voor ongerustheid over de latere leeftijd. Mensen met het kabukisyndroom hebben dan ook, zover bekend, een normale levensverwachting.

## Oorzaak
In augustus 2010 is bij een studie vastgesteld dat ongeveer twee derde van mensen met het kabukisyndroom een defect in het MLL2-gen heeft dat leidt tot functieverlies van dit gen. Dit gen is betrokken bij het aflezen van het DNA en speelt mogelijk een rol in het (de)activeren van genen, wat weer kan leiden tot ontwikkelingsstoornissen.